# Cosmos 259
Cosmos 259 (en cirílico, Космос 259) fue un satélite artificial científico soviético perteneciente a la clase de satélites DS (el último de tipo DS-U2-I) y lanzado el 14 de diciembre de 1968 mediante un cohete Cosmos-2I desde el cosmódromo de Plesetsk.

## Objetivos
La misión de Cosmos 259 consistió en realizar estudios sobre el efecto de la ionosfera en la transmisión de ondas de radio VLF.

## Características
El satélite tenía una masa de 400 kg (aunque otras fuentes indican 325 kg) y fue inyectado inicialmente en una órbita con un perigeo de 219 km y un apogeo de 1353 km, con una inclinación orbital de 48,5 grados y un periodo de 100,22 minutos.
Cosmos 259 reentró en la atmósfera el 5 de mayo de 1969.

## Resultados científicos
Aparte de obtener información sobre el modo en que la ionosfera afecta a las ondas VLF, los datos obtenidos por los instrumentos a bordo permitieron estimar la densidad de electrones en la ionosfera y estudiar la resonancia pasiva de plasma en la ionosfera.